# Arnold Alcolea
Arnold Alcolea Núñez (* 25. April 1982 in Santiago de Cuba) ist ein kubanischer Radrennfahrer.
Arnold Alcolea wurde in der Zeit von 2006 bis 2015 sechsmal kubanischer Meister, darunter je dreimal im Straßenrennen und im Zeitfahren. 2009 und 2010 gewann er die Gesamtwertung der Vuelta a Cuba. Er nahm 2012 als einziger kubanischer Starter am Straßenrennen der Olympischen Sommerspiele in London teil, bei dem er den 67. Rang belegte.

## Erfolge
2003
- eine Etappe Vuelta a Cuba

2006
- Kubanischer Meister – Einzelzeitfahren
- Kubanischer Meister – Straßenrennen

2007
- eine Etappe Vuelta al Táchira
- zwei Etappen Vuelta Ciclista a Costa Rica

2008
- eine Etappe Vuelta Ciclista a Costa Rica

2009
- Gesamtwertung und eine Etappe Vuelta a Cuba

2010
- Gesamtwertung Vuelta a Cuba
- Kubanischer Meister – Einzelzeitfahren
- eine Etappe Vuelta a Costa Rica

2011
- Kubanischer Meister – Straßenrennen
- Kubanischer Meister – Einzelzeitfahren
- Panamerikaspiele – Straßenrennen

2014
- Kubanischer Meister – Straßenrennen